# 大花火30
大花火30（おおはなび30）は、アルゼから発売されたパチスロ機。「大花火」の30パイ仕様。
内部仕様・スペックは「大花火」と同じである。
本項では大花火との相違点を中心に記述する。

## 「大花火」との相違点
- 大花火の全国的なヒットにより、主に沖縄地方向けに製作された。内部的には、大花火にはなかったサブ基板が搭載されており、大花火ではメイン基板で行っていたサウンドや鉢巻制御などの演出をサブ基板で行っている。
- 演出において若干の変更点が加えられている。
  - 声を発する（「た～まや～！」など）
  - 告知ランプ点灯確率が大花火よりも若干高い
  - 鉢巻リールに新演出追加（レバーONで始動、全リール停止後徐々に大当りに近づいていきハズレ停止後、再始動で大当りに）
  - 鉢巻リール作動中はアルゼ系の同時期の4リール機同様に、内部的にはフリーズとして扱われているため「WAIT」（本作では「ちょっと待った！」）ランプが点灯する。
  - ビッグボーナス当選時、図柄を七で揃えるかドンちゃんで揃えるかで大当たりBGMが変化するのは大花火と同じだが、該当BGMが大花火と逆になっている。大花火の七BGMは30だとドンちゃんで揃えないと聴けない、逆も同様。
- コインが30ミリ仕様である。大量獲得機なので、ビッグの出玉の見た目は圧巻。
- BIG中のJACイン確率が大花火よりも若干高いため、パンク率は低いが平均獲得枚数も若干少ない。